# Milas Poli
"Milas Poli" (alfabeto grego: Μιλάς πολύ, tradução portuguesa: "Tu falas demasiado") foi a canção que representou Chipre no Festival Eurovisão da Canção 1990, interpretada em grego por Haris Anastasiou. Foi a vigésima-primeira (penúltima) a ser interpretada na noite do evento, a seguir à canção austríaca "Keine Mauern mehr", interpretada por Simone e antes da canção finlandesa "Fri?", interpretada por Beat. A canção cipriota terminou a competição em 14.º lugar, recebendo um total de 36 pontos.

## Autores
- Letra: Haris Anastasiou
- Música: John Vickers
- Orquestração: Stanko Selak

## Letra
Trata-se de uma canção de amor, com Anastasiou queixando-se de que a sua amada fala muito e como resultado não sabe como melhor o seu amor por ela. O cantor também gravou esta canção em inglês (com uma letra diferente) chamada "Walk away" Ambas as versões foram influenciadas pelos produtores britânicos Stock Aitken Waterman.